# マシャード・デ・アシス

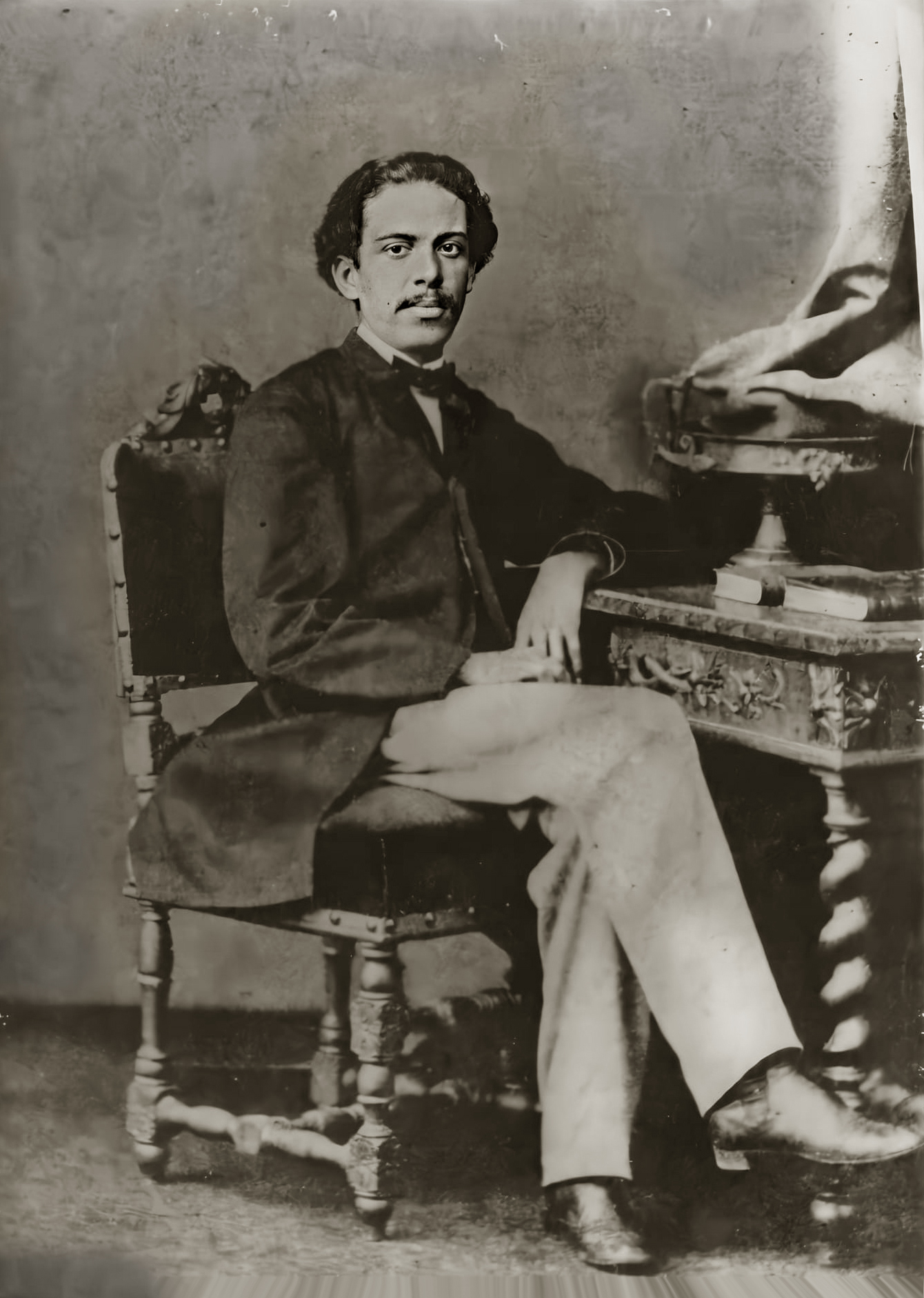
25歳のマシャード・デ・アシス

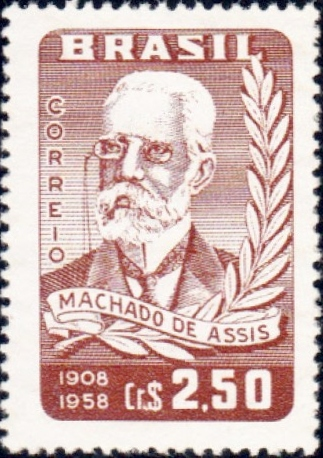
記念切手

ジョアキン・マリア・マシャード・デ・アシス（Joaquim Maria Machado de Assis、1839年6月21日 - 1908年9月29日）はブラジルの小説家、詩人、短編作家である。

## 生涯

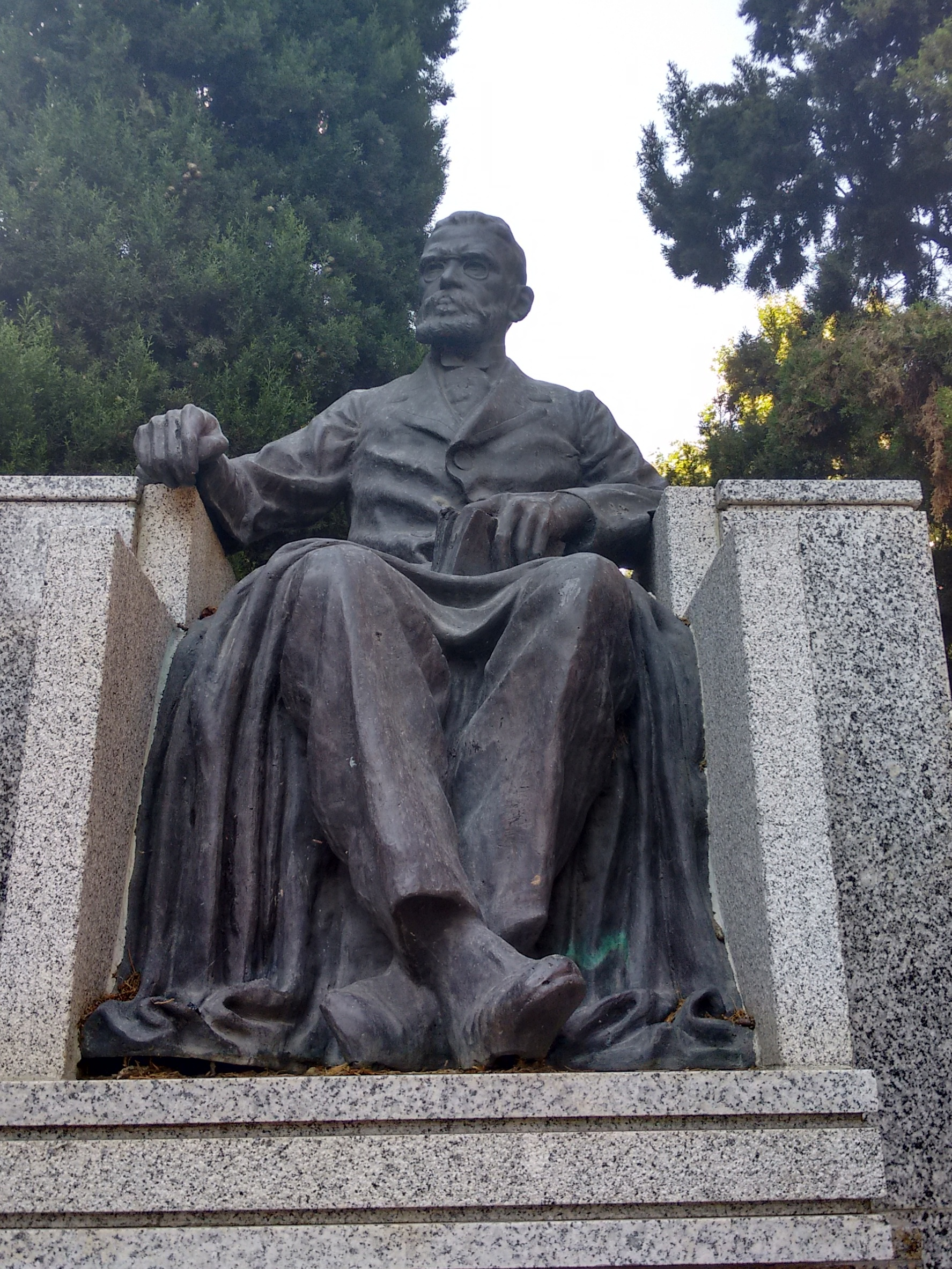
マシャード・デ・アシスの彫像（マドリード）

1839年にブラジル帝国の首都リオ・デ・ジャネイロで生まれる。彼の父親フランシスコ・ジョゼ・デ・アシスはムラートの画家で、母親のマリア・レオポルディーナ・デ・アシスはアソーレス諸島出身だった。彼はブラジル文学で最も重要な作家として認められているが、生前は有名にならなかった。
彼の母語はブラジルポルトガル語だったが、初等教育を終えただけの身でありながらも教会で習ったラテン語に加えて英語やフランス語を独学で学び、ウィリアム・シェイクスピア、ディケンズ、ダンテ、ソフォクレス、セルバンテス、ショーペンハウアーなどから影響を受けた。フランス文学の影響が強かった当時のブラジルの作家としては例外的に、アシスは英文学の影響を強く受けた。
見習い印刷工から出発し、新聞記者、編集者などを経て25歳で処女詩集『さなぎ』(1864)を出版した。1873年に農務省に入省して公務員となり、安定した経済的基盤を基に執筆活動を続けた。
1896年にブラジル文学アカデミーを設立し、初代会長となった。彼の代表作は『ブラス・クーバス死後の回想』（Memórias Póstumas de Brás Cubas）や、1899年に発表された『ドン・カズムーロ』（Dom Casmurro）である。

## 評価
ブラジルでは「文学史上、最大の文豪」として高く評価されている他、ブラジル国外でもアメリカ合衆国の批評家スーザン・ソンタグや文学批評家ハロルド・ブルーン、作家のフィリップ・ロス、メキシコのカルロス・フエンテスなどから高く評価されている。
1987年から発行されていた旧1000クルザード紙幣に肖像が使用されていた。

## 作品
- 1864 - Crisálidas
- 1870 - Falenas
- 1870 - Contos Fluminenses
- 1872 - Ressurreição
- 1873 - Histórias da Meia Noite
- 1874 - A Mão e a Luva
- 1875 - Americanas
- 1876 - Helena
- 1878 - Iaiá Garcia (Mistress Garcia)
- 1881 - Memórias Póstumas de Brás Cubas 
  - 伊藤奈希砂、伊藤緑訳『ブラス・クーバスの死後の回想』国際語学社、2009年
  - 武田千香訳『ブラス・クーバスの死後の回想』光文社古典新訳文庫、2012年
- 1882 - Papéis Avulsos
- 1882 - O alienista
- 1884 - Histórias sem data
- 1891 - Quincas Borba
- 1896 - Várias histórias
- 1899 - Páginas recolhidas
- 1899 - Dom Casmurro
  - 伊藤奈希砂、伊藤緑訳『ドン・カズムーロ』彩流社、2002年
  - 武田千香訳『ドン・カズムッホ』光文社古典新訳文庫、2014年
- 1901 - Poesias completas
- 1904 - Esaú e Jacó
- 1906 - Relíquias da Casa Velha
- 1908 - Memorial de Aires

## 脚註
1. ↑  岸和田(2008:81)
2. ↑  岸和田(2008:81-82)
3. ↑  岸和田(2008:80)より表現を引用
4. ↑  岸和田(2008:80)
5. ↑  岸和田(2008:80-81)
6. ↑  “Cruzado (Cz$) vigente de 28/2/1986 a 15/1/1989” (ポルトガル語).   ブラジル中央銀行. 2016年3月3日時点のオリジナルよりアーカイブ。2017年3月21日閲覧。
7. ↑  “CRUZADO - Cz$ 1.000,00 (Machado de Assis)” (ポルトガル語).   ブラジル中央銀行. 2009年4月12日時点のオリジナルよりアーカイブ。2017年3月19日閲覧。